# Шахматы в Казахстане
Шахматы в Казахстане

## История

### До XX века
Игра в шахматы известна на территории современного Казахстана издавна. Об этом свидетельствуют археологические раскопки 1970-х — 1980-х годов на Талгарском городище, в результате которых были обнаружены шесть шахматных фигур XI — XIII веков.
До XX века на территории современного Казахстана шахматы были мало распространены. Первый шахматный кружок, объединяющий представителей местной интеллигенции, возник в городе Верный в 1889 году.

### Первая половина XX века
После образования Казахской АССР в 1925 году начали организовываться первые шахматные соревнования. В 1934 году состоялся первый республиканский чемпионат, победителем которого стал перворазрядник из Уральска Исидор Лопатников.
В дальнейшем в чемпионатах Казахстана наиболее успешно выступали: ставший десятикратным чемпионом Анатолий Уфимцев, Борис Каталымов, Михаил Мухин, Наум Рашковский, Олег Дзюбан.
Женские чемпионаты проводятся с 1950 года. Первой чемпионкой стала Чинишилова из Петропавловска. Звание чемпионки неоднократно выигрывали Ривина, Маслова, Муслимова, Сахатова и другие.

### Вторая половина XX века
Популяризации шахмат способствовало участие в чемпионатах республики вне конкурса Ратмира Холмова в 1950 году, Евгения Васюкова и Ларисы Вольперты в 1957. В начале 1950-х годов шахматные отделения были открыты в 11 детских спортивных школах, в республиканских школах высшего спортивного мастерства Министерства просвещения республики. Всего обучалось шахматам свыше 400 школьников. В начале 1960-х годов шахматами занималось около 200 тысяч человек, норму мастера спорта СССР выполнили Ю. Никитин, А. Носков, В. Муратов, В. Середенко.
В 1965 году звание мастера спорта СССР присвоено Муслимовой — первой среди шахматисток Средней Азии и Казахстана.
В середине 1960-х годов юные казахские шахматисты добились первых успехов во всесоюзных соревнованиях: Мухин и Лебович стали чемпионами СССР среди школьников в 1965 и 1967 соответственно. С конца 1983 года в Алма-Ате был открыт Дворец пионеров и школьников, где в шахматных секциях занимались свыше 300 учащихся.
Сборная команды республики — участница множества командных чемпионатов СССР и спартакиад народов СССР. В этих соревнованиях лучшим достижением команды стало восьмое место в 1969 и в 1967 году, соответственно.
В международных соревнованиях 1980-х годов успешно выступала Гульнара Сахатова. Она стала победительницей международного турнира в Таллине 1986 года, участницей межзональных турниров в Гаване в 1985-м и в Тузле в 1987-м. В 1994 году Гульнара Сахатова стала первым гроссмейстером среди женщин-казашек.
Развитию шахмат способствовало проведение Всесоюзных и международных соревнований. Среди них: 
- чемпионат СССР среди мужчин, Алма-Ата, 1968—69;
- четвертьфинал матча претендентов Полугаевский — Таль, Алма-Ата, 1980;
- первый международный женский турнир Алма-Ата 1987 года.

Положительное влияние оказывал и выпуск специализированной литературы на казахском языке в издательстве «Жалын».
В конце 80-х за Казахстан стала выступать международный мастер среди женщин Флюра Хасанова. В 1998 году ей было присвоено звание международного гроссмейстера среди женщин.

### Современность
В 2011 году за Казахстан играли 15 гроссмейстеров-мужчин.
На 2016 год к 15 действующим гроссмейстерам-мужчинам добавились 5 гроссмейстеров-женщин.

## Турниры

### Международные турниры
Seimar Chess Tournament — международный турнир по шахматам среди детей и юношей проводимый в Казахстане. Название турнира стало следствием спонсорской помощи, оказываемой  мероприятию финансовой корпорацией SAFC через свой благотворительный фонд SEIMAR Social Fund. В 2004 году этот же турнир проводился под названием «Маралсай-2004».

### Местные турниры
- 4 мая 2010 В Семее стартовал чемпионат Казахстана по шахматам среди юношей.[2]
- Турнир на кубок Ассоциации Финансистов Республики Казахстан
- 15 октября 2010 в Караганде стартует командный чемпионат Казахстана по активным шахматам.[3]

В Казахстане были проведены следующие крупные шахматные турниры:
- Астана 2001. Победитель Г.Каспаров
- Чемпионат мира по блицу 2008. Победитель Л.Домингес

В июне 2012 в Астане прошли Чемпионаты Мира по быстрым шахматам и блицу. Победу в быстрые праздновал Сергей Карякин, а в блиц - Александр Грищук. В обоих чемпионатах второе место - у рейтинг-фаворита Магнуса Карлсена
В марте 2013 прошёл Чомандный Чемпионат Мира среди женщин. Первое место - у сборной Украины, второе - сборная Китая, третье - у России. Сборная Казахстана стала 7 (при 10 командах-участниках)
Самым заметным крупным турниром Казахстана является "Павлодар-опен", который принимает около 20 международных гроссмейстеров, а также международных мастеров из ближнего и дальнего Зарубежья. Традиционно он проходит в декабре и в 2013 году прошёл в 8 раз, победителем стал Ринат Джумабаев (результаты Павлодар-опена 2013 Архивная копия от 26 декабря 2013 на Wayback Machine)